# Carl Axel Raab
Carl Axel Raab, auch Karl Axel Raab (* 12. November 1835 in Stockholm; † 18. Februar 1871 in Düsseldorf), war ein schwedischer Porträt-, Tier- und Landschaftsmaler.

## Leben
Raab, Spross des freiherrlichen schwedischen Adelsgeschlechtes Raab, war Sohn des Kammerherrn Carl Wilhelm Raab und dessen Ehefrau Sofia Lindström sowie Neffe des Offiziers und Malers Axel Arvid Raab (1793–1836). Bis 1866 diente er als Unteroffizier im Range eines Sergeanten im Dalarna-Regiment. Parallel zu seinem Militärdienst studierte er in den Jahren 1859 bis 1865 an der Kunstakademie Stockholm Malerei. 1870 begab er sich nach Düsseldorf, um sich ganz der Kunst zu widmen. Als Zentrum der Düsseldorfer Malerschule war diese Stadt im 19. Jahrhundert ein traditionelles Reiseziel skandinavischer Maler. Der Tod im Jahr 1871 beendete seine Malerlaufbahn frühzeitig.